# Circonscription électorale de Zamora
Ne doit pas être confondu avec Circonscription autonomique de Zamora.
La circonscription électorale de Zamora est l'une des cinquante-deux circonscriptions électorales espagnoles utilisées comme divisions électorales pour les élections générales espagnoles.
Elle correspond géographiquement à la province de Zamora.

## Historique
Elle est instaurée en 1977 par la loi pour la réforme politique puis confirmée avec la promulgation de la Constitution espagnole qui précise à l'article 68 alinéa 2 que chaque province constitue une circonscription électorale.

## Congrès des députés

### Synthèse
|             |       | 1977 | 1979 | 1982 | 1986 | 1989 | 1993 | 1996 | 2000 | 2004 | 2008 | 2011 | 2015 | 2016 | 04/19 | 11/19 | 2023 |
| ----------- | ----- | ---- | ---- | ---- | ---- | ---- | ---- | ---- | ---- | ---- | ---- | ---- | ---- | ---- | ----- | ----- | ---- |
| UCD         |       | 2    | 3    | 1    |      |      |      |      |      |      |      |      |      |      |       |       |      |
| AP & alliés |       | 1    |      | 1    | 2    |      |      |      |      |      |      |      |      |      |       |       |      |
| PSOE        |       | 1    | 1    | 2    | 2    | 1    | 1    | 1    | 1    | 1    | 1    | 1    | 1    | 1    | 1     | 1     | 1    |
| PP          |       |      |      |      |      | 2    | 2    | 2    | 2    | 2    | 2    | 2    | 2    | 2    | 1     | 1     | 2    |
| Cs          |       |      |      |      |      |      |      |      |      |      |      |      |      |      | 1     |       |      |
| Vox         |       |      |      |      |      |      |      |      |      |      |      |      |      |      |       | 1     |      |
|             |       |      |      |      |      |      |      |      |      |      |      |      |      |      |       |       |      |
| Total       | Total | 4    | 4    | 4    | 4    | 3    | 3    | 3    | 3    | 3    | 3    | 3    | 3    | 3    | 3     | 3     | 3    |

### 1977
| Parti | Parti | Députés                                            |
| ----- | ----- | -------------------------------------------------- |
| UCD   |       | José Antonio Otero Madrigal, Modesto Alonso Pelayo |
| PSOE  |       | Demetrio Madrid                                    |
| AP    |       | Federico Silva Muñoz                               |

### 1979
| Parti | Parti | Députés                                                                   |
| ----- | ----- | ------------------------------------------------------------------------- |
| UCD   |       | Víctor María Carrascal Felgueroso, César Martín Montes, Jesús Pérez López |
| PSOE  |       | Demetrio Madrid                                                           |

### 1982
| Parti  | Parti | Députés                                |
| ------ | ----- | -------------------------------------- |
| PSOE   |       | Demetrio Madrid, José Luis García Raya |
| AP-PDP |       | José María Ruiz Gallardón              |
| UCD    |       | Luis Ortiz González                    |

- Demetrio Madrid (PSOE) est remplacé le 7 juin 1983 par Horacio Félix Fernández Martín.

### 1986
| Parti | Parti | Députés                                        |
| ----- | ----- | ---------------------------------------------- |
| CP    |       | José María Ruiz Gallardón, Luis Ortiz González |
| PSOE  |       | Horacio Félix Fernández Martín, Carlos Romero  |

- José María Ruiz Gallardón est remplacé en novembre 1986 par María del Pilar Izquierdo Arija.

### 1989
| Parti | Parti | Députés                                                  |
| ----- | ----- | -------------------------------------------------------- |
| PP    |       | María del Pilar Izquierdo Arija, José Manuel Otero Novas |
| PSOE  |       | Carlos Romero                                            |

### 1993
| Parti | Parti | Députés                                        |
| ----- | ----- | ---------------------------------------------- |
| PP    |       | Luis Ortiz González, José Manuel Peñalosa Ruiz |
| PSOE  |       | Demetrio Madrid                                |

### 1996
| Parti | Parti | Députés                                        |
| ----- | ----- | ---------------------------------------------- |
| PP    |       | José Manuel Peñalosa Ruiz, Luis Ortiz González |
| PSOE  |       | Demetrio Madrid                                |

- José Manuel Peñalosa Ruiz est remplacé en avril 1999 par Luis Felipe Ramo Llano.

### 2000
| Parti | Parti | Députés                                  |
| ----- | ----- | ---------------------------------------- |
| PP    |       | Luis Ortiz González, José Folgado Blanco |
| PSOE  |       | Jesús Cuadrado Bausela                   |

- José Folgado Blanco est remplacé en mai 2000 par Fernando Martínez-Maíllo.

### 2004
| Parti | Parti | Députés                                     |
| ----- | ----- | ------------------------------------------- |
| PP    |       | José Folgado Blanco, Elvira Velasco Morillo |
| PSOE  |       | Jesús Cuadrado Bausela                      |

### 2008
| Parti | Parti | Députés                                                          |
| ----- | ----- | ---------------------------------------------------------------- |
| PP    |       | Antonio Vázquez Jiménez, Gustavo Manuel de Arístegui y San Román |
| PSOE  |       | Jesús Cuadrado Bausela                                           |

### 2011
| Parti | Parti | Députés                                      |
| ----- | ----- | -------------------------------------------- |
| PP    |       | Antonio Vázquez Jiménez, Víctor Calvo-Sotelo |
| PSOE  |       | Antonio Camacho                              |

- Víctor Calvo-Sotelo (PP) est remplacé en janvier 2012 par María Teresa Martín Pozo.
- Antonio Camacho (PSOE) est remplacé en septembre 2014 par Mar Rominguera.

### 2015
| Parti | Parti | Députés                                             |
| ----- | ----- | --------------------------------------------------- |
| PP    |       | Fernando Martínez-Maíllo, José María Barrios Tejero |
| PSOE  |       | Mar Rominguera                                      |

### 2016
| Parti | Parti | Députés                                             |
| ----- | ----- | --------------------------------------------------- |
| PP    |       | Fernando Martínez-Maíllo, José María Barrios Tejero |
| PSOE  |       | Mar Rominguera                                      |

### Avril 2019
| Parti | Parti | Députés                       |
| ----- | ----- | ----------------------------- |
| PSOE  |       | Mar Rominguera                |
| PP    |       | María Isabel Blanco Llamas    |
| Cs    |       | José Antonio Bartolomé Cachón |

- Isabel Blanco (PP) est remplacée en juillet 2019 par Elvira Velasco Morillo.

### Novembre 2019
| Parti | Parti | Députés                   |
| ----- | ----- | ------------------------- |
| PP    |       | Elvira Velasco Morillo    |
| PSOE  |       | Antidio Fagúndez Campo    |
| Vox   |       | Pedro Jesús Requejo Novoa |

### 2023
| Parti | Parti | Députés                                    |
| ----- | ----- | ------------------------------------------ |
| PP    |       | Elvira Velasco Morillo, Óscar Ramajo Prada |
| PSOE  |       | Antidio Fagúndez Campo                     |

## Sénat

### Synthèse
|             |       | 1977 | 1979 | 1982 | 1986 | 1989 | 1993 | 1996 | 2000 | 2004 | 2008 | 2011 | 2015 | 2016 | 04/19 | 11/19 | 2023 |
| ----------- | ----- | ---- | ---- | ---- | ---- | ---- | ---- | ---- | ---- | ---- | ---- | ---- | ---- | ---- | ----- | ----- | ---- |
| UCD         |       | 3    | 3    |      |      |      |      |      |      |      |      |      |      |      |       |       |      |
| AP & alliés |       |      | 1    | 2    | 2    |      |      |      |      |      |      |      |      |      |       |       |      |
| CDS         |       |      |      |      | 1    |      |      |      |      |      |      |      |      |      |       |       |      |
| PSOE        |       | 1    |      | 2    | 1    | 1    | 1    | 1    | 1    | 1    | 1    | 1    | 1    | 1    | 2     | 1     | 1    |
| PP          |       |      |      |      |      | 3    | 3    | 3    | 3    | 3    | 3    | 3    | 3    | 3    | 2     | 3     | 3    |
|             |       |      |      |      |      |      |      |      |      |      |      |      |      |      |       |       |      |
| Total       | Total | 4    | 4    | 4    | 4    | 4    | 4    | 4    | 4    | 4    | 4    | 4    | 4    | 4    | 4     | 4     | 4    |

### 1977
| Parti | Parti | Sénateurs                                                                         |
| ----- | ----- | --------------------------------------------------------------------------------- |
| UCD   |       | Víctor Carrascal Felgueroso, Valeriano Enríquez González, Luis Rodríguez San León |
| PSOE  |       | Manuel Alonso Novo                                                                |

### 1979
| Parti | Parti | Sénateurs                                                                  |
| ----- | ----- | -------------------------------------------------------------------------- |
| UCD   |       | Onésimo López Chillón, Ricardo Rodríguez Castañón, Luis Rodríguez San León |
| AP    |       | Carlos Pinilla Turiño                                                      |

### 1982
| Parti  | Parti | Sénateurs                                         |
| ------ | ----- | ------------------------------------------------- |
| PSOE   |       | Andrés Luis Calvo, Domingo Mañanes Marqués        |
| AP-PDP |       | Santos Misol de la Iglesia, Carlos Pinilla Turiño |

### 1986
| Parti | Parti | Sénateurs                                           |
| ----- | ----- | --------------------------------------------------- |
| CP    |       | José Antonio Abad López-Brea, Carlos Pinilla Turiño |
| PSOE  |       | Andrés Luis Calvo                                   |
| CDS   |       | Ángel Hernández Benito                              |

### 1989
| Parti | Parti | Sénateurs                                                               |
| ----- | ----- | ----------------------------------------------------------------------- |
| PP    |       | Jesús Garrido Rodríguez, Luis Ortiz González, José Manuel Peñalosa Ruiz |
| PSOE  |       | Andrés Luis Calvo                                                       |

### 1993
| Parti | Parti | Sénateurs                                                                       |
| ----- | ----- | ------------------------------------------------------------------------------- |
| PP    |       | José Emilio Aguirre Gutiérrez, Dionisio García Carnero, Luis Felipe Ramos Llano |
| PSOE  |       | Andrés Luis Calvo                                                               |

### 1996
| Parti | Parti | Sénateurs                                                                    |
| ----- | ----- | ---------------------------------------------------------------------------- |
| PP    |       | Dionisio García Carnero, Samuel Rodríguez Fontecha, Ildefonsa Salgado Santos |
| PSOE  |       | Andrés Luis Calvo                                                            |

- Dionisio García (PP) démissionne le 22 avril 1999. Son remplaçant, Camilo Eusebio Hernando Sanz, impliqué dans une affaire judiciaire, refuse de reprendre le mandat.

### 2000
| Parti | Parti | Sénateurs                                                                         |
| ----- | ----- | --------------------------------------------------------------------------------- |
| PP    |       | Juan Emilio Antón Rueda, José Francisco Bahamonde Salazar, Elvira Velasco Morillo |
| PSOE  |       | Demetrio Madrid                                                                   |

### 2004
| Parti | Parti | Sénateurs                                                                   |
| ----- | ----- | --------------------------------------------------------------------------- |
| PP    |       | Dionisio García Carnero, Jesús Andrés Sedano Pérez, Antonio Vázquez Jiménez |
| PSOE  |       | José Fernández Blanco                                                       |

### 2008
| Parti | Parti | Sénateurs                                                                  |
| ----- | ----- | -------------------------------------------------------------------------- |
| PP    |       | Dionisio García Carnero, Jesús Andrés Sedano Pérez, Elvira Velasco Morillo |
| PSOE  |       | Ana Sánchez Hernández                                                      |

- Ana Sánchez (PSOE) est remplacée en août 2011 par Mar Rominguera.

### 2011
| Parti | Parti | Sénateurs                                                                       |
| ----- | ----- | ------------------------------------------------------------------------------- |
| PP    |       | Dionisio García Carnero, María del Carmen Luis Heras, Jesús Andrés Sedano Pérez |
| PSOE  |       | José Fernández Blanco                                                           |

### 2015
| Parti | Parti | Sénateurs                                                                            |
| ----- | ----- | ------------------------------------------------------------------------------------ |
| PP    |       | Javier Faúndez Domínguez, Dionisio García Carnero, Clara Isabel San Damián Hernández |
| PSOE  |       | José Fernández Blanco                                                                |

### 2016
| Parti | Parti | Sénateurs                                                                            |
| ----- | ----- | ------------------------------------------------------------------------------------ |
| PP    |       | Javier Faúndez Domínguez, Dionisio García Carnero, Clara Isabel San Damián Hernández |
| PSOE  |       | José Fernández Blanco                                                                |

### Avril 2019
| Parti | Parti | Sénateurs                                                   |
| ----- | ----- | ----------------------------------------------------------- |
| PSOE  |       | José Fernández Blanco, María Ángeles Martínez Blanco        |
| PP    |       | Fernando Martínez-Maíllo, Clara Isabel San Damián Hernández |

- Clara San Damián (PP) est remplacée en septembre 2019 par María Teresa Martín Pozo.

### Novembre 2019
| Parti | Parti | Sénateurs                                                                     |
| ----- | ----- | ----------------------------------------------------------------------------- |
| PP    |       | Fernando Martínez-Maíllo, José María Barrios Tejero, María Teresa Martín Pozo |
| PSOE  |       | José Fernández Blanco                                                         |

### 2023
| Parti | Parti | Sénateurs                                                                |
| ----- | ----- | ------------------------------------------------------------------------ |
| PP    |       | José María Barrios Tejero, Natalia Ucero Pérez, Fernando Martínez-Maíllo |
| PSOE  |       | José Fernández Blanco                                                    |